# Shinkansen Serie N700
La serie Shinkansen N700 è un treno ad alta velocità giapponese dotato di cassa oscillante sviluppato congiuntamente da JR Central e JR West per l'utilizzo sulle linee Tōkaidō, Sanyō e Kyūshū Shinkansen.

## Storia
Un prototipo di 16 carrozze è stato consegnato nella primavera del 2005 per effettuare i test necessari, e i treni sono entrati in servizio il 1º luglio 2007 con otto corse giornaliere per il servizio Nozomi.

## Caratteristiche
Ogni treno della serie N700 raggiunge una velocità massima di 300 km/h sulla Sanyō Shinkansen e l'oscillazione di più di un grado consente ai treni di mantenere una velocità di 270 km/h anche nelle curve di 2500 metri di raggio, nelle quali normalmente la velocità è limitata a 255 km/h. Un'altra caratteristica della serie N700 è l'accelerazione aumentata a 2,6 km/h al secondo; in questo modo il treno raggiunge i 270 km/h in soli tre minuti. Grazie a queste migliorie i treni collegano, in servizio Nozomi, Tokyo e Shin-Ōsaka in sole 2 ore e 25 minuti.
A marzo 2008 la serie N700 ha iniziato a circolare su due servizi Hikari, tra le stazioni di Shin-Yokohama e Hiroshima e quelle di Tokyo e Nagoya. Gli N700 sono utilizzati, la mattina presto e la sera tardi, su due servizi Kodama tra Kokura e Hakata. L'N700 è utilizzato su altre dodici corse Nozomi a partire novembre 2008, con un'addizionale servizio Hikari da Nagoya a Tokyo operante dal 1º ottobre 2008. Dal 2011 tutte le corse Nozomi regolarmente programmate sono operate dalla serie N700, e attualmente sulla Tōkaidō Shinkansen circa due terzi delle corse sono operate dalla serie N700.
A partire dal 12 marzo 2011 due nuove sottoserie della serie N700, la N700-7000, di proprietà di JR West, e la N700-8000, di proprietà di JR Kyūshū, sono entrate in servizio sui nuovi servizi Mizuho e Sakura tra le stazioni di Shin-Ōsaka e Kagoshima-Chūō. Questi treni sono formati da 8 casse non oscillanti, in quanto non sono stati progettati per effettuare servizio sulla Tōkaidō Shinkansen, e sono utilizzati anche per alcuni servizi Hikari e Kodama sulla Sanyō Shinkansen, per alcuni servizi Sakura e Tsubame tra le stazioni di Hakata e Kagoshima-Chūō, e sulla Linea Hakata-Minami, una linea tradizionale operata con materiale rotabile Shinkansen, che collega la stazione di Hakata con la stazione di Hakataminami, adiacente al deposito ferroviario di Hakata e utilizzata soprattutto dai lavoratori di quest'ultimo, e treni che la percorrono sono in realtà continuazioni dei servizi Kodama che percorrono la Sanyō Shinkansen, e sono classificati come "espressi limitati"; il biglietto costa 290 yen (190 di tariffa base + 100 di supplemento per gli espressi limitati). Questi convogli sono dipinti in una livrea differente da quella degli altri convogli della serie. Fino al 16 marzo 2013 queste due varianti hanno effettuato due coppie servizi Tsubame al giorno, tra Kagoshima-Chūō e Kokura e tra Kumamoto e Shin-Shimonoseki.
L'8 febbraio 2013 sono entrati in servizio i nuovi convogli della variante N700A (dove "A" sta per "Advanced"). Questi presentano nuovi fari, una nuova illuminazione a LED, un impianto frenante più efficace (a 270 km/h lo spazio di arresto è di 400 m, contro i 4 km dei precedenti convogli), un nuovo rivestimento dei sedili, un sistema di rilevamento delle vibrazioni dei carrelli e delle migliorie al sistema ATC.
Nel 2013 è partita un'operazione di modifica per i convogli Z e N per integrare in loro alcune delle nuove funzionalità introdotte dalla variante N700A. I treni saranno riclassificati rispettivamente come X e K.

## Varianti
- Convogli Z (Serie N700): 80 treni a 16 casse, posseduti dalla JR Central, in servizio dal 1º luglio 2007. Tutti i convogli sono destinati a incorporare alcune delle nuove caratteristiche della variante N700A ed essere riclassificati come convogli X della sottoserie N700-2000.
- Convogli G (Serie N700-1000 "N700A"): treni a 16 casse, posseduti dalla JR Central, in servizio dall'8 febbraio 2013.
- Convogli X (Serie N700-2000): treni a 16 casse, posseduti dalla JR Central, in servizio dal 2013. Questi treni sono ex convogli Z, modificati per integrare alcune delle nuove funzionalità dei treni N700A.
- Convogli N (Serie N700-3000): 16 treni a 16 casse, posseduti dalla JR West, in servizio dal 1º luglio 2007. Tutti i convogli sono destinati a incorporare alcune delle nuove caratteristiche della variante N700A ed essere riclassificati come convogli K della sottoserie N700-5000.
- Convogli F (Serie N700-4000 "N700A"): a 16 casse posseduti dalla JR West, a partire da dicembre 2013.
- Convogli K (Serie N700-5000): treni a 16 casse, posseduti dalla JR West, in servizio dal 2013. Questi treni sono ex convogli N, modificati per integrare alcune delle nuove funzionalità dei treni N700A.
- Convogli S (Serie N700-7000): 19 treni a 8 casse, posseduti dalla JR West, in servizio dal 12 marzo 2011.
- Convogli R (Serie N700-8000): 10 treni a 8 casse, posseduti dalla JR Kyushu, in servizio dal 12 marzo 2011.
- Serie N700-9000: ha un solo convoglio, il Z0, il prototipo della serie N700, utilizzato dalla JR Central come treno di prova dal marzo 2005. Le carrozze dalla 1 alla 4 sono costruite da Hitachi, quelle dalla 5 alla 14 da Nippon Sharyo e la 15 e la 16 da Kawasaki Heavy Industries.